# Zsa Zsa Speck
Pour les articles homonymes, voir Speck.
Zsa Zsa Speck, de son vrai nom Perry Pandrea, né en 1967, était un claviériste américain anciennement membre, en 1989, du groupe de Marilyn Manson (à l'époque où le groupe se nommait encore Marilyn Manson & the Spooky Kids). Son nom de scène est une fusion entre l'actrice hollywoodienne Zsa Zsa Gábor et le tueur de masse américain Richard Speck. 

## Biographie
En 1989, Pandrea joue dans un groupe nommé Mirror Mirror, groupe dans lequel joue un autre futur membre des Spooky Kids, Brian Tutunick (plus connu sous son alias, Olivia Newton-Bundy).
Selon The Long Hard Road Out of Hell, l'autobiographie de Marilyn Manson, Pandrea (que Brian Warner décrit comme un étudiant acnéïque) fut le troisième membre du groupe à être recruté. Newton-Bundy, dans le documentaire non autorisé Demystifying the Devil, explique que Pandrea ne voulait pas réellement faire partie du groupe, ne souhaitant pas être affilié à ce qui serait Satanique ou choquant. En 1990, après leur quatrième concert (que Manson lui-même considère comme le vrai premier concert des Spooky Kids), Perry (ainsi que Brian) furent renvoyés du groupe et remplacés par, respectivement, Stephen Gregory Bier Jr. et Bradley Mark Stewart (plus connus sous leurs alias de Madonna Wayne Gacy et Gidget Gein). Les deux se retrouvèrent ensuite dans Collapsing Lungs, groupe formé par Tutunick en 1991 et où Pandrea prit le rôle de chanteur. Le groupe fut signé en 1993 chez Atlantic Records et sortit 1 an plus tard son unique travail « concret », un EP nommé Colorblind. Ils furent également l'une des têtes d'affiche des Slammie Awards de 1993, où Marilyn Manson gagna plusieurs prix. Après la sortie de Colorblind, le départ de Tutunick signa la fin de Collapsing Lungs, bien que presque tous les membres du groupe aient refait surface avec de légers changements de lineup et sous le nom de L.U.N.G.S (acronyme signifiant "Losers Usually Never Get Signed", soit « Les Perdants Ne Sont Jamais Signés »).
Aujourd'hui, Pandrea travaille en tant que professeur des écoles et ne souhaite plus parler de son passage chez Marilyn Manson.